# Trigonachras cultrata
Trigonachras cultrata är en kinesträdsväxtart som beskrevs av Ludwig Radlkofer. Trigonachras cultrata ingår i släktet Trigonachras och familjen kinesträdsväxter. Inga underarter finns listade i Catalogue of Life.